# Румен Такоров
Румен Иванов Такоров е български политик, член на БСП, народен представител от парламентарната група на Коалиция за България в XXXVIII, XL и XLI народно събрание.

## Биография
Румен Такоров е роден на 26 март 1955 година в град Търговище. През 1980 година завършва инженерство във ВИАС - София, специалност „Пътно строителство“.
През 1992 година придобива допълнителна квалификация - стопански ръководител - мениджър във висшата школа за управление и института за държавно и стопанско управление при МС. През 1980-1985 година работи в Окръжно пътно управление - последователно като началник група обекти и заместник-директор. През 1985-1990 година работи към Пътни строежи - Шумен, директор на район Търговище. През 1990-1997 година постъпва в Община Търговище - председател на комисия по ТСУ, началник управление ТСУ, гл.инженер ТСУ, заместник- кмет на Община Търговище. През 1997-2001 година народен представител в XXXVIII НС. През 2001-2005 е заместник-кмет на Община Търговище. Народен представител в XL и XLI народно събрание.

### Парламентарна дейност
- Комисия по околната среда и водите – Член (от 24.08.2005)
- Комисия по въпросите на държавната администрация – Член (от 24.08.2005)
- Временна комисия за проучване и ликвидиране на щетите от наводненията и за изготвяне на предложения за оптимизиране на модела на действия на държавните органи по управление при кризи – Член (21.07.2005 – 30.10.2005)
- Временна комисия по околната среда и водите – Член (04.08.2005 – 24.08.2005)
- Парламентарна група за приятелство между България и Кувейт – Зам.- председател
- Парламентарна група за приятелство между България и Австралия – Член
- Парламентарна група за приятелство между България и Аржентина – Член
- Парламентарна група за приятелство между България и Бразилия – Член
- Парламентарна група за приятелство между България и Египет – Член
- Парламентарна група за приятелство между България и Индонезия – Член
- Парламентарна група за приятелство между България и Италия – Член
- Парламентарна група за приятелство между България и Тайланд – Член
- Парламентарна група за приятелство между България и Филипините – Член
- Парламентарна група за приятелство между България и Чили – Член
- Парламентарна група за приятелство между България и Япония – Член

## Критики
Според вестник „168 часа“ от декември 2010 година, Румен Такоров се ползва с авторитет и влияние сред ромските босове в Търговищко, като контролира нагласите им в подкрепа на левицата по време на избори. Споменава и връзката му с лидера на циганите с прякор „Джипа“, чието прозвище идва от огромната му, близо 200-килограмова фигура.
През август 2010 година се самоубива любовница на Румен Такоров, като се хвърля от четвъртия етаж. Според приятелка на покойната, тя се самоубива заради натиск упражнен върху нея от съпругата на депутата.